# Kolumna MacPhersona

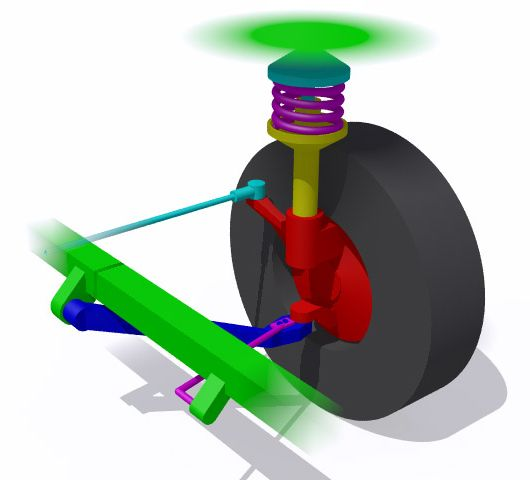
Kolumna MacPhersona

Kolumna MacPhersona – rodzaj zawieszenia samochodu, w którym amortyzator pełni jednocześnie rolę elementu tłumiącego i prowadzącego (koło). Nazwa pochodzi od nazwiska Earle'a S. MacPhersona, który opracował i zaprojektował konstrukcję.

## Budowa
Rola amortyzatora (na rys. kolor żółty) jako elementu prowadzącego, polega na zastąpieniu górnego elementu prowadzącego. Wraz z dolnym elementem prowadzącym (kolor granatowy i fioletowy), zamocowanym z jednej strony do ramy (lub ramy pomocniczej, w konstrukcjach samonośnych) pojazdu (kolor zielony) a z drugiej do zwrotnicy (kolor czerwony), stanowi mechanizm prowadzący koła samochodu (kolor czarny).

## Zastosowanie
Kolumna MacPhersona charakteryzuje się bardzo zwartą budową i jako typ zawieszenia zajmuje mało miejsca. Daje to więcej miejsca na zamontowanie silnika, np. poprzecznie do kierunku jazdy.

## Historia
Konstrukcja inż. Earla S. MacPhersona po raz pierwszy została zastosowana w 1949 r. w samochodzie Ford Vedette, użyto jej jeszcze w 1951 w Fordzie Consul produkowanym w Wielkiej Brytanii i później w Zephyrze.